# Vértigo (émission de télévision)
Vértigo est une émission de télévision chilienne diffusée sur Canal 13 et présentée par Diana Bolocco et Martín Cárcamo, et le remplacement de Diana, qui prend sa retraite par son côté la maternité, sa sœur Cecilia Bolocco.

## Saisons
| Saison | Années    | Présentation                                                                           |
| ------ | --------- | -------------------------------------------------------------------------------------- |
| 1      | 2003      | Luis Jara et Álvaro Salas                                                              |
| 2      | 2004      | Luis Jara et Álvaro Salas                                                              |
| 3      | 2005      | Luis Jara et Álvaro Salas                                                              |
| 4      | 2006      | Luis Jara et Álvaro Salas                                                              |
| 5      | 2007      | Luis Jara et Álvaro Salas                                                              |
| 6      | 2008      | Luis Jara et Raquel Argandoña                                                          |
| 7      | 2012      | Diana Bolocco et Martín Cárcamo                                                        |
| 8      | 2013-2014 | Diana Bolocco et Martín Cárcamo                                                        |
| 9      | 2015      | Diana Bolocco (épisodes 1-6), Martín Cárcamo et Cecilia Bolocco (depuis le 7e épisode) |
| 10     | 2016      | Diana Bolocco et Martín Cárcamo                                                        |
| 11     | 2017      | Diana Bolocco et Martín Cárcamo                                                        |

- Un épisode spécial de la huitième saison, qui a été diffusé en direct le 2 mars 2014, pour la première de la telenovela Mamá mechona.